# Initiation de projet
L'Initialisation dans la gestion de projets, est un groupe de processus de genèse, de définition et d’approbation du projet qui servent à faire un lancement (démarrage) de projet. 

## Description
Plus spécifiquement, ce processus sert à définir la mission, les produits livrables, les risques, les contraintes et les hypothèses, les coûts estimés, les ressources nécessaires et d'autres éléments constituant le projet qui doivent être justifiées, documentées, examinées et approuvés de manière formelle.
Au début de l’initialisation de projet on détermine ses besoins fonctionnels et sa faisabilité technique et économique. Ensuite, on élabore une Charte du projet (son mandat) et, quand l’envergure le demande, un plan de management de projet (autrement appelé Manuel opérationnel de projet) déterminant son contenu, ses livrables, ses risques et hypothèses, ainsi que les actions nécessaires pour piloter le projet.
Cette phase de lancement est l’occasion de définir :
- L’organisation du projet, c’est-à-dire :
  - la composition de l’équipe projet à mobiliser,
  - les différents experts à solliciter, le cas échéant la sous-traitance à laquelle faire appel,
  - le chef de projet ou directeur de projet à nommer, la lettre de mission à rédiger,
  - le comité de pilotage à constituer.
- Le planning de haut niveau des tâches à réaliser avec leur ordonnancement, leur durée approximative, leur affectation de ressources et les moyens techniques nécessaires, les différents jalons (Diagramme de Gantt, PERT).
- L’environnement technique éventuel à préparer.
- Le budget du projet à engager.
- Les moyens de contrôler les résultats.

À l’issue de ce processus, le projet est considéré comme démarré, avec une enveloppe budgétaire approuvée. 